# Michael Kremer
Michael Robert Kremer (New York, 12 novembre 1964) è un economista statunitense.

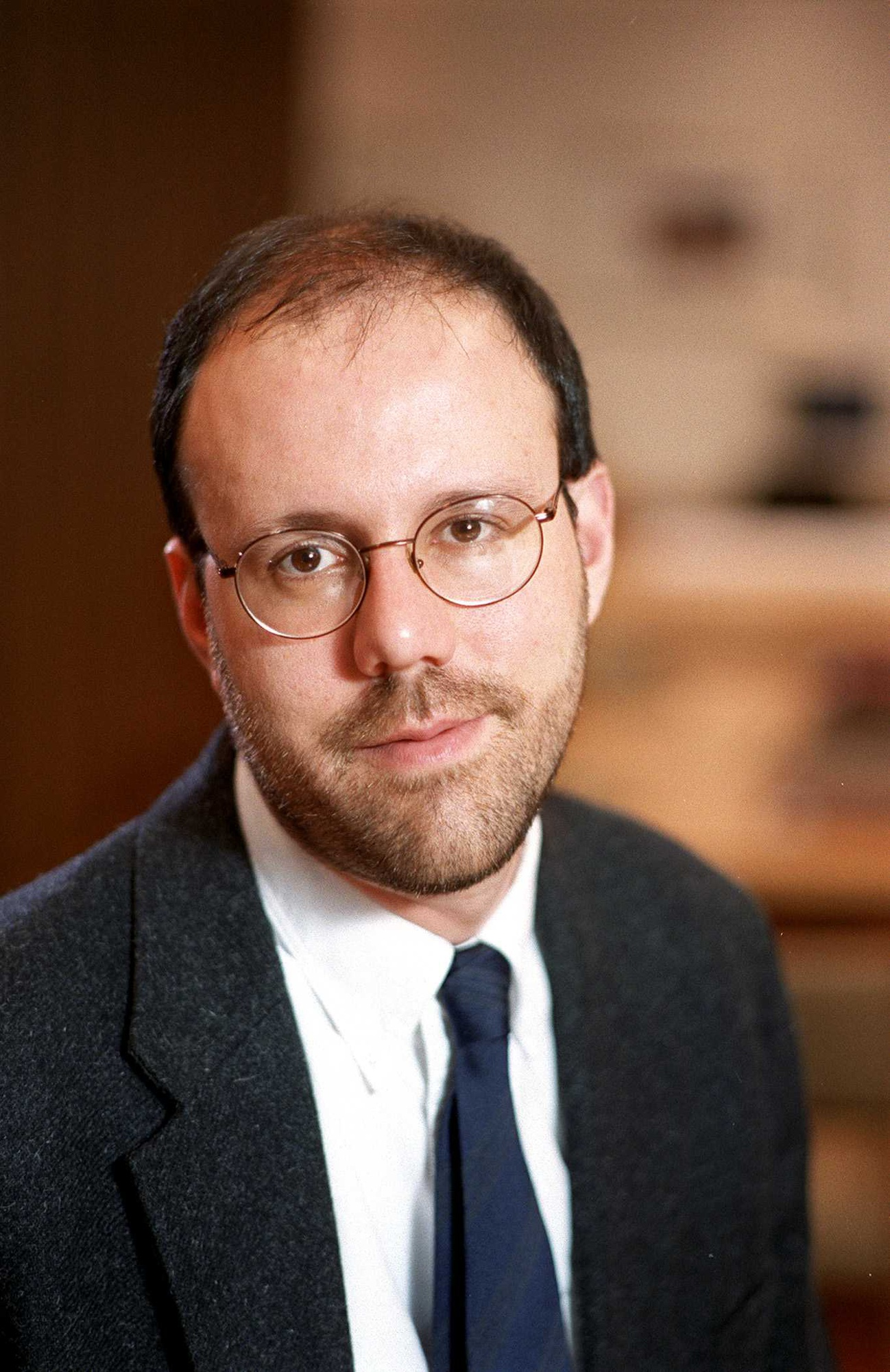
Kremer nel 2020

È stato insignito del Premio Nobel per l'economia nel 2019, insieme a Esther Duflo e Abhijit Banerjee, per l'approccio sperimentale nella lotta alla povertà globale.
Oltre ai suoi incarichi accademici, Kremer è il co-fondatore del Bureau for Research and Economic Analysis of Development (BREAD),  membro della National Academy of  e ricercatore associato presso il National Bureau of Economic Research. Nel 2008 è stato eletto membro della Econometric Society. Kremer è anche il direttore scientifico di Development Innovation Ventures, un programma dell'Agenzia degli Stati Uniti per lo Sviluppo Internazionale volto a massimizzare l'impatto della spesa per lo sviluppo.

## Biografia
Michael Robert Kremer è nato nel 1964 da Eugene e Sara Lillian (nata Kimmel) Kremer a New York City.  Suo padre, Eugene Kremer, era figlio di immigrati ebrei negli Stati Uniti dalla Polonia e insegnava architettura alla Kansas State University.  Sua madre, Sara Lillian Kremer, era una professoressa di letteratura inglese, specializzata in letteratura ebraica americana e sull'Olocausto.
Kremer ha frequentato la Manhattan High School di Manhattan, Kansas, dove sua madre era stata un'insegnante. Ha lasciato il liceo un anno prima per frequentare l'Università di Harvard, dove ha conseguito il suo AB in Studi Sociali nel 1985, magna cum laude e Phi Beta Kappa.  Kremer ha scritto la sua tesi di laurea confrontando un programma di garanzia dell'occupazione in India con un programma di sussidi alimentari in Sri Lanka.
Dopo essersi laureato ad Harvard, Kremer ha lavorato per un anno come insegnante e amministratore presso la scuola secondaria di Eshisiru nel distretto di Kakamega in Kenya. Ispirato dall'esperienza, ha co-fondato WorldTeach, un'organizzazione no-profit con sede a Cambridge focalizzata sullo sviluppo internazionale e l'istruzione, dove ricopre il ruolo di Presidente del Consiglio. Dopo il suo periodo in Kenya, Kremer è tornato all'Università di Harvard, dove ha conseguito un dottorato di ricerca in Economia nel 1992. La ricerca della tesi di laurea di Kremer è stata supervisionata da Robert Barro, Eric Maskin e Greg Mankiw e si è concentrata sui fattori determinanti della crescita economica di lungo periodo. La sua ricerca di dottorato è stata supportata da una borsa di studio della National Science Foundation,  e ha vinto il David A. Wells Prize, assegnato ogni anno alla migliore tesi di laurea del Dipartimento di Economia di Harvard.

## Carriera
Kremer ha iniziato la sua carriera accademica presso il Massachusetts Institute of Technology (MIT), dove ha lavorato come Post-Doctoral Fellow dal 1992 al 1993. È stato visiting assistant professor presso l'Università di Chicago nella primavera del 1993 ed è entrato a far parte del MIT come Assistant Professor nello stesso anno. È stato promosso a Professore Associato nel 1996 e di nuovo a Professore di Economia nel 1998. Nel 1999 è entrato a far parte dell'Università di Harvard, dove è stato Gates Professor of Developing Societies dal 2003 al 2020.  Dopo il periodo ad Harvard, Kremer è tornato a far parte dell'Università di Chicago, dove è professore universitario di economia e direttore del Development Innovation Lab presso il Becker Friedman Institute for Research in Economics.
Oltre ai suoi incarichi accademici, Kremer è membro della Econometric Society, membro della National Academy of Sciences, e membro dell'American Academy of Arts and Sciences.  Nel 2002 ha co-fondato il Bureau for Research and Economic Analysis of Development, una società accademica senza scopo di lucro che promuove la ricerca sulla microeconomia dello sviluppo. Dal 1999, Kremer è anche ricercatore associato presso il National Bureau of Economic Research.

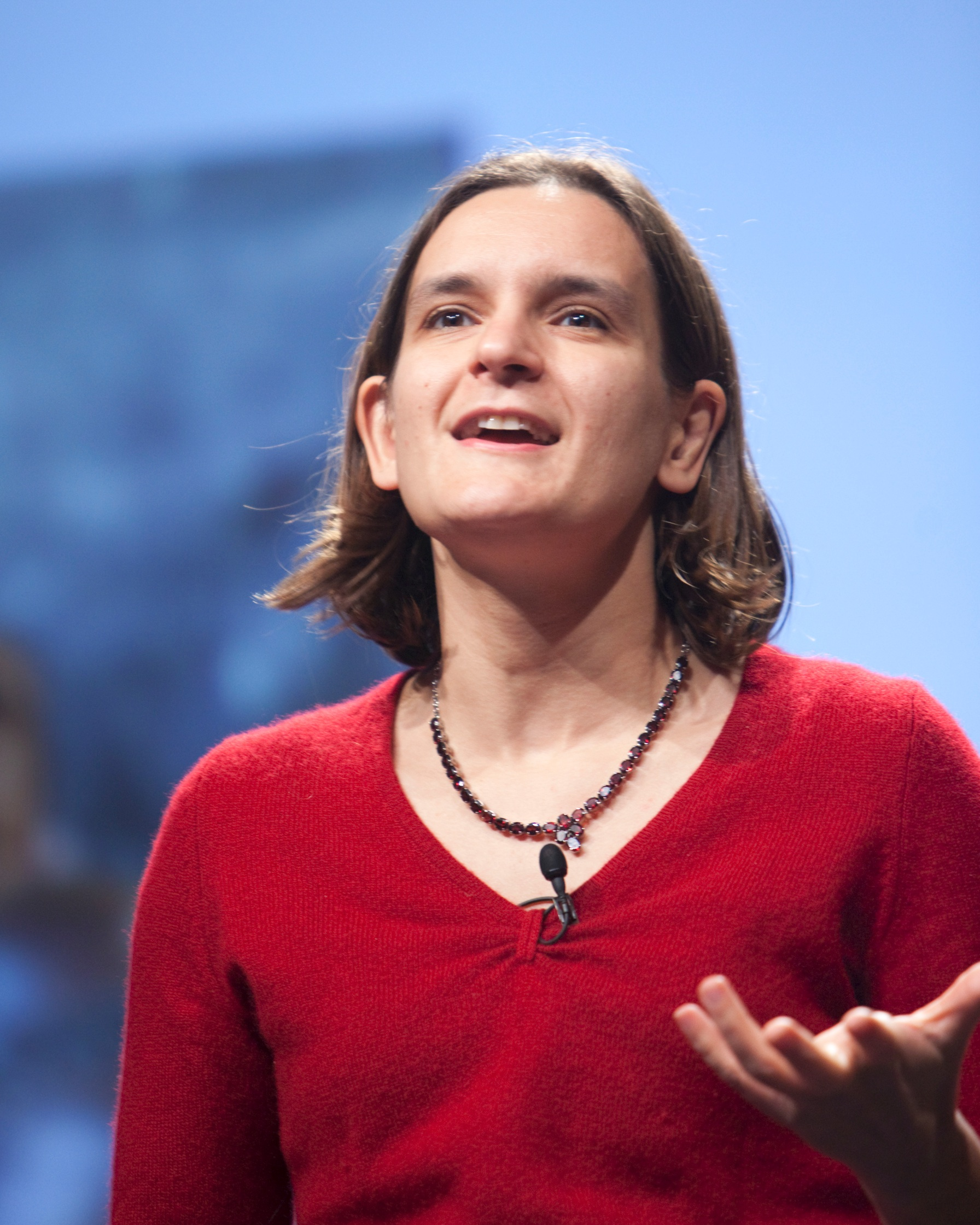
Esther Duflo, vincitrice congiunta del Premio Nobel 2019

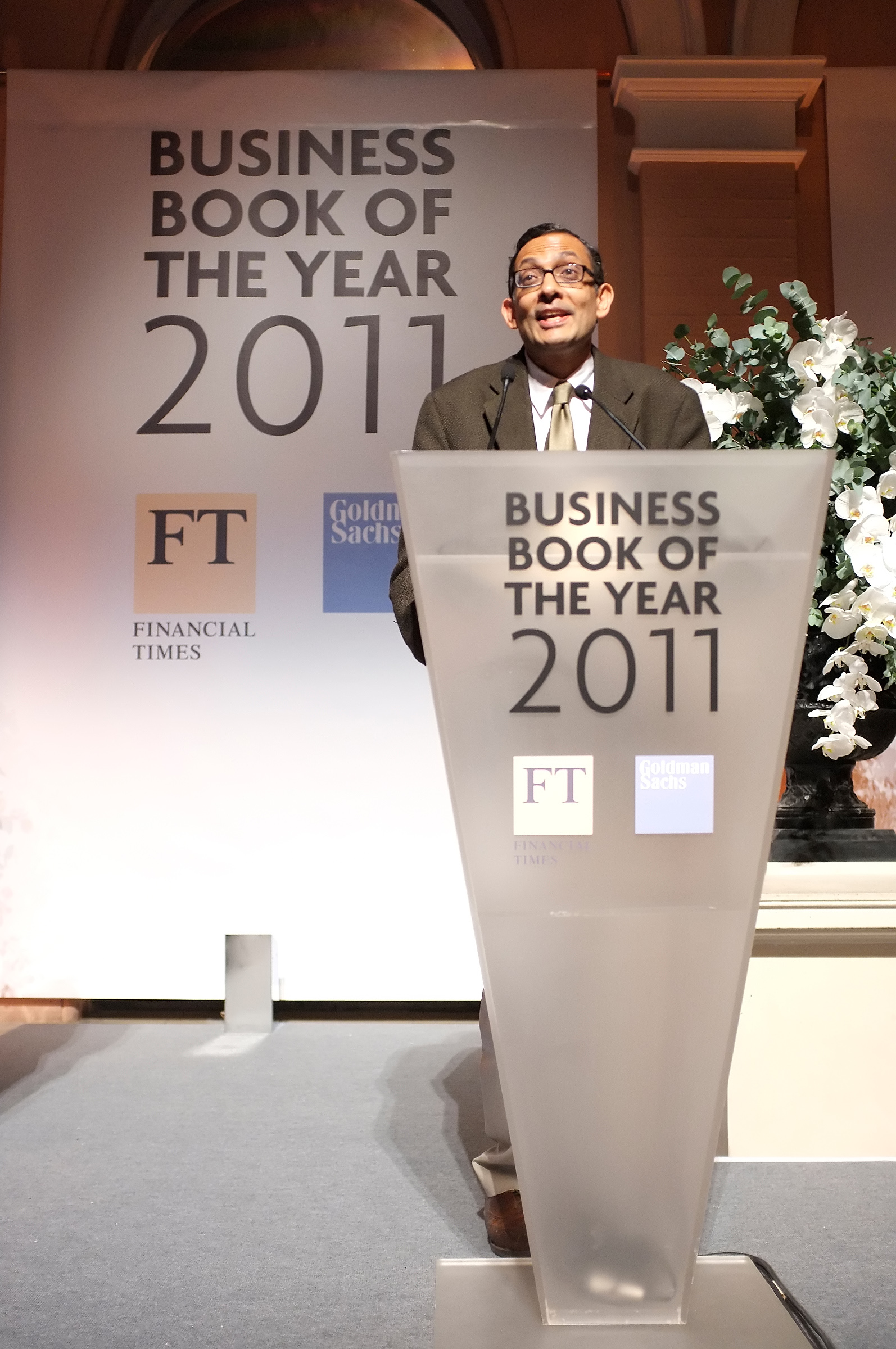
Abhijit Banerjee, vincitore ex aequo del Premio Nobel 2019

Secondo Research Papers in Economics, Kremer è tra gli economisti più citati al mondo, classificandosi tra i primi 130 autori per produzione totale di ricerca nel novembre 2023.  Ha concentrato la sua ricerca sulla crescita economica e sulla riduzione della povertà, in particolare per quanto riguarda l'istruzione e la salute. Insieme ad Abhijit Banerjee ed Esther Duflo, Kremer ha contribuito a stabilire l'efficacia di studi randomizzati controllati per testare le misure antipovertà proposte. Descrivendo l'uso precoce da parte di Kremer di metodi sperimentali pionieristici, Duflo ha detto che Kremer "era lì fin dall'inizio e ha corso rischi enormi. [...] È un visionario".
Ispirato da una valutazione randomizzata di cui è coautore Edward Miguel che mostra effetti sostanziali dei programmi di sverminazione nelle scuole sul livello di istruzione e sulla salute, Kremer ha co-fondato l'iniziativa Deworm the World, che dal 2014 ha fornito 1,8 miliardi di trattamenti ai bambini di tutto il mondo. Il programma, gestito dall'organizzazione no-profit Evidence Action, è stato classificato come uno dei migliori enti di beneficenza di GiveWell dal 2013 al 2022, considerato tra i migliori al mondo per impatto sociale per dollaro marginale speso.  Dal 2009, Kremer è membro di Giving What We Can, un'organizzazione di altruismo efficace i cui membri si impegnano a donare il 10% o più del loro reddito a enti di beneficenza.
Nel 2010, Kremer ha co-fondato Development Innovation Ventures, un fondo per l'innovazione basato sull'evidenza amministrato da USAID volto a testare e scalare nuovi approcci alla riduzione della povertà. Il programma promuove un approccio di capitale di rischio al finanziamento dello sviluppo, dando priorità alla rapida distribuzione delle sovvenzioni e all'aumento delle politiche di successo nelle fasi pilota. Dalla sua fondazione, DIV ha finanziato 277 sovvenzioni in 49 paesi, generando circa 17 dollari di benefici sociali per ogni dollaro investito nel programma. 
Dal 2011 al 2014, Kremer ha co-condotto una valutazione sperimentale di un servizio di informazione basato su SMS in cui i piccoli agricoltori kenioti ricevevano consigli agricoli via SMS. Il programma ha aumentato i rendimenti dell'8%, ispirando Kremer a co-fondare Precision Development (PxD), un'organizzazione senza scopo di lucro che costruisce servizi di informazione digitale per i poveri del mondo. Nel 2020, i programmi di PxD hanno avuto 5,7 milioni di utenti, a un costo medio per utente di $ 1,61. 
Kremer ha anche proseguito la ricerca sullo sviluppo e il finanziamento dei vaccini. Ha sviluppato un interesse per l'argomento dopo aver contratto la malaria durante un viaggio in Kenya. In un libro del 2004 con sua moglie, Rachel Glennerster, Kremer sostiene la creazione di impegni di mercato anticipati, in cui i governi stipulano accordi legalmente vincolanti con aziende farmaceutiche o biotecnologiche, promettendo di acquistare determinate quantità di vaccini o farmaci a condizione che soddisfino determinati parametri di sicurezza ed efficacia. In risposta alla ricerca di Kremer, un consorzio di donatori, tra cui la Bill & Melinda Gates Foundation e governi nazionali come Canada, Italia e Norvegia, ha promesso 1,5 miliardi di dollari come impegno anticipato per il mercato dei vaccini antipneumococcici. L'AMC ha ispirato la creazione di tre diversi vaccini, che hanno immunizzato collettivamente 150 milioni di bambini. 
La ricerca di Kremer è stata ampiamente citata anche durante la pandemia di COVID-19 come modello per sviluppare rapidamente vaccini attraverso un partenariato pubblico-privato. In risposta alle richieste di consultazione da parte di diversi governi, Kremer fondò l'Accelerating Health Technologies Group, un consorzio di accademici tra cui Glennerster, Susan Athey e Jonathan Levin volto ad accelerare la distribuzione su larga scala di vaccini efficaci. Il gruppo ha fornito consulenza al governo degli Stati Uniti sull'operazione Warp Speed, una partnership pubblico-privata annunciata nel 2020 che ha finanziato vaccini COVID-19 di successo come quelli sviluppati da Pfizer-BioNTech e Moderna. Chris Blattman, professore alla Harris School of Public Policy, ha descritto Kremer come uno dei "principali pensatori al mondo sugli incentivi per la creazione di nuova ricerca sui vaccini".

## Vita privata
Kremer è il marito di Rachel Glennerster, presidente del Center for Global Development, professore associato di economia presso l'Università di Chicago ed ex capo economista del Dipartimento per lo sviluppo internazionale del Regno Unito.